# 基因组略读
基因组略读（genome skimming）是一种基于高通量测序技术的测序方法，通过对全基因组进行低深度测序（一般低于5%），获得基因组中高拷贝数的片段，包括叶绿体（质体）基因组、线粒体基因组、核糖体DNA（rDNA），以及核基因组中的重复序列（例如微卫星和转座子），所需的DNA量较少且成本较低。生成的数据集称为略读结果（skims），可用于系统发育分析等演化生物学领域的研究，也可应用于食品工业、法医学和保育生物学。

## 优势
基因组略读是一种经济高效且可靠的测序策略，可在短时间内生成浅层的大型基因组数据集，覆盖质体、线粒体和细胞核，且所需的湿实验工序较少，在实验流程上一般无需特殊优化，无需提前预估生物体的基因组大小，也无需引物。
基因组略读尤为适用于因年代久远而老化，或因化学处理而降解，DNA含量很低的样本，例如动植物干制或浸制标本，甚至可以用于描述已灭绝物种的分子特征。酒精浸制的过程常会破坏标本中的DNA，因此很难用PCR等基于扩增子的传统测序方法来提取其遗传信息。基因组略读策略不依赖DNA扩增便可检测DNA含量非常低的样品，其文库制备仅需37奈克（ng）（每微升0.2ng）便可成功进行。
尽管基因组略读主要用于提取高拷贝数的叶绿体基因组和线粒体基因组片段，部分拷贝数较低的核基因也可被捕捉到。仅靠这些核基因可能不足以进行系统发育分析，但仍可以用于为设计PCR引物和杂交测序中所需的探针。

## 局限性
基因组略读技术的测序深度较浅，并不足以解决需要预测、注释基因功能的生物学问题。
另外，略读结果一般富含来自质体基因组的序列，因此来自线粒体和核基因组但起源于质体的假基因可能会影响质体的组装。